# Ніколаєвка (Цілинний округ)
Нікола́євка (рос. Николаевка) — присілок у складі Цілинного округу Курганської області, Росія.
Населення — 84 особи (2010, 135 у 2002).
Національний склад станом на 2002 рік:
- росіяни — 53 %